# 王嘉明 (香港男藝人)
王嘉明 （英語：Cyrus Wong；1982年10月25日—），香港男演員，歌手。擅長演戲、唱歌、跳舞、彈吉他、等等。  10個月大就出道，在電影《最佳拍檔》系列飾演麥嘉兒子‘光頭仔’。

## 演藝經歷

### 1983年：童星出道
十個月大時已參演首部電影《最佳拍檔之女皇密令》飾演光頭仔，後在同年參演電影《聖誕快樂》以及《最佳拍檔之千里救差婆》再度飾演光頭仔。

### 2000年：加盟黃百鳴旗下
18歲加盟黃百鳴旗下，曾獲力捧為「東方天下」超級新星，在長大後參演的第一部電影《終極格鬥》飾演黃傑，及後2002年參演電影《9個女仔1隻鬼》飾演Evans，同年，推出了個人專輯《公告天下》，內有同名歌曲之外，還收錄《差一分鐘》、《你走了》、《分手》及《童話》等歌曲。 曾經有報導指會參演黃百鳴投資的電影《如來神掌》飾演龍戈兒，但後來沒了下文。

### 2007年：轉行到其他行業
轉行做水果生意的王嘉明，與拍拖7年模特兒女友姚詠雯結婚，婚後誕下兩子。

### 2023年：重新參與比賽
參加由香港電視廣播有限公司主辦的選秀節目《中年好聲音》第二季。

## 音樂作品
| 發行日期 | 專輯名稱 | 專輯類型 | 專輯曲目                                                                                             |
| 2002年   | 公告天下 | 個人專輯 | 曲目 1. 分手 2. 差一分钟 3. 你走了 4. 童话 5. We Can Change 6. 公告天下(Remix By Planet Of The Pigs) |

## 影視作品

### 電影
| 年份   | 名稱                 | 角色     | 合作藝人                                               | 備註                    |
| 1983年 | 最佳拍檔之女皇密令   | 光頭仔   | 麥嘉，張艾嘉，許冠傑                                   | 歐瑞強，賀東詩之子。    |
| 1983年 | 聖誕快樂             | 光頭仔   | 麥嘉，陳百強，徐小鳳，李麗珍，張國榮，袁和平           | 麥尚之幼子，Danny弟弟。 |
| 1986年 | 最佳拍檔之千里救差婆 | 光頭仔   | 麥嘉，張艾嘉，許冠傑                                   | 歐瑞強，賀東詩之子。    |
| 2000年 | 終極格鬥             | 黃傑     | 湯鎮業，劉家榮，樊文傑                                 | 格鬥士                  |
| 2002年 | 9個女仔1隻鬼         | Evans    | 陳冠希，鄧麗欣，陳欣健                                 | 嘉嘉哥哥，辣椒的男友。  |
| 2003年 | 百分百感覺2003       | 許樂     | 余文樂，鄧麗欣                                         | Jacky男友，Jerry好友。  |
| 2004年 | 我的大嚿父母         | 順子弟弟 | 余文樂，蔣怡，曾志偉，沈殿霞，黃霑                     | 跆拳道副教              |
| 2005年 | 妃子笑               | 畫師阿文 | 蕭正楠，黄婉佩，黄婉君，朱咪咪，李兆基，江欣燕，梅小惠 | 宮廷畫師                |

### 電視節目
| 年份   | 頻道       | 名稱        | 類型     | 性質 | 備註 |
| 2023年 | 無綫翡翠台 | 中年好聲音2 | 音樂選秀 | 選手 |      |

## 外部鏈接
- 王嘉明的微博 （页面存档备份，存于）
- 王嘉明的官方抖音號 （页面存档备份，存于）